# Sidžzi
Abu Said Ahmed ibn Muhamed ibn Abdul-Dželil Sidžzi (951–1023)‍:str. 1057. slavni je matematičar i astronom iz X veka. Rođen je u Sistanu u doba Adududaule Dejlamija‍:str. 225.. Iako je veći deo života proveo u starom gradu Širazu, Sidžzi bi katkad odlazio i u Horasan‍:str. 269–270.. Savremenik je čuvenog muslimanskog mislioca Abu Rejhana Birunija. Slavu je stekao zbog svojih značajnih istraživanja u oblasti geometrije. Otuda Abu Rejhan u svom delu al-Asar al-bakija [Sačuvana dela] spominje njegovo ime u glavi o arhitektama‍:str. 225..
Biruni i Sidžzi su nekoliko vekova pre Galileja (1564–1642) pisali o Zemljinoj rotaciji‍:str. 1059..

## Astronomija
Abu Rejhan ističe da je Sidžzi izradio posebnu vrstu astrolaba poznatog po nazivu Zauraki. Izuzetno dragocena karakteristika ovog astrolaba o kojoj Biruni govori, a koju ne primećujemo u ranijim oblicima ovog astronomskog instrumenta proizvedenim unutar i izvan granica muslimanskih zajednica, jeste to da je osnova merenja veličine planeta i nebeskih tela u njemu zapravo rotacioni tok Zemlje oko Sunca koji danas nazivamo heliocentričnim sistemom. Taj pogled je očigledno kontradiktoran naučnom usmerenju koje je u to doba bilo i te kako dominantno u muslimanskoj astronomiji, u kojoj su na osnovu Ptolemejevog geocentričnog svetopogleda sve nebeske mere i stepene određivali prema Sunčevom rotacionom kretanju oko zemaljske kugle. Naime, na osnovu Birunijeve konstatacije, zagovarajući još tada heliocentrični sistem u astronomiji, Sidžzi je jasno opovrgavao poznate teorije ranijih astronoma koje su bile zasnovane na geocentričnom sistemu. Biruni nije detaljno razmotrio to Sidžzijevo stanovište, niti je pokušao da ga odbaci. Čitajući njegovo delo, primećujemo da je konačnu presudu o tome prepustio budućim predstavnicima empirijskih nauka. Svakako, ono što je vredno pažnje jeste činjenica da su tek nekoliko vekova nakon Sidžzija, Nikola Kopernik i Johan Kepler na Zapadu opovrgli Ptolemejev geocentrični sistem i usmerili astronomiju ka novim okvirima heliocentričnog sistema‍:str. 269–270..

## Matematika
Pre Sidžzija, matematičari su računali trisekciju ugla na osnovu principa animirane geometrije i dolazili do rezultata koji su bili tek približno tačni. Sidžzi je predožio novu metodu merenja trisekcije ugla koja se vršila pomoću ukrštanja kruga sa hiperbolom čija su dva prečnika identična. U ovom slučaju, rezultat je bio veoma precizan‍:str. 225..

## Dela
On je za sobom ostavio preko 45 autorskih dela, uključujući obimne knjige, poslanice i traktate. Od toga se 34 dela bave raznim matematičkim oblastima, dok se u ostalim govori o astronomiji. Biruni između ostalog i u svojoj knjizi Istihradž al-autar nekoliko puta spominje Sidžzijeve teorije. U sledećim redovima spomenućemo neka od najpoznatijih Sidžzijevih dela:
1. Kitabun fi masaha;
2. Risalatun fi havassi al-kubba az-zaida va al-mukafija;
3. Risalatun fi vasf al-kutu’ al-mahrutija;
4. Risalatun fi kismat az-zavija al-mustakima al-hattajn bi sulusati aksam mutesavija‍:str. 225.;
5. Fi tahsili ika’i nisba al-mualafa (napisao 999. godine)‍:str. 270.;
6. Usturlab;
7. al-Džam aš-šahi;
8. al-Madhal fi an-nudžum;
9. Tahsil al-kavanin;
10. al-Mugni fi ahkam an-nudžum;
11. ad-Dalailu fi ahkam an-nudžum‍:str. 1057..